# Hyldemor (musikgruppe)
|  | Hyldemor har andre betydninger, se Hyldemor |
Hyldemor var et band, der var aktivt i 1970'erne og de tidlige 80'ere. Orkesteret spillede, hvad der kan betegnes som en slags psykedelisk folkemusik/folkrock. Instrumenteringen var løs og numrene var i vidt omfang lagt an på sangenes danske tekster.
Hyldemor opnåede begrænset kommerciel succes i de aktive år, men som årene er gået, har gruppen opnået en mindre kultstatus. Bandet blev den 16. februar 2013 hyldet ved en mindekoncert i forbindelsen med genudgivelsen af LP' en "Glem Det Hele"  på Loppen på Christiania.

## Om Hyldemor og medlemmerne
Gruppens primus motor var sangeren, sangskriveren og guitaristen Hans Vinding, der tidligere havde været med i kollektiv-bandet Furekåben. Efter Furekåben gik i opløsning omkring 1972, blev Hyldemor etableret.
Kernen i bandet var - udover Hans Vinding - Steen Claësson (tidligere Furekåben og Burnin' Red Ivanhoe) på violin, Jens Breum (tidligere Alrune Rod) på trommer og John Teglgaard på guitar.
Ellers medvirkende følgende i bandet ved forskellige lejligheder: Mikkel Bayer (tidligere Feo), Jens T. Hansen (tidligere Furekåben), Helle Vibeke Steffensen, Niels Pind, Morten Hall, Lorenzo Woodrose, Frede Fup, Thomas Neeson, Thomas Negrijn med flere.
Hyldemor var knyttet til miljøet på Christiania, hvor bandet optrådte adskillige gange.

## Udgivelser
Hyldemors første udgivelse var et kassettebånd i 1975 med titlen Lysene Tændes. Kassettebåndet blev udgivet i et oplag på 200 eksemplarer. Første pladeudgivelse var sangen "Ud af Mørket" på Christianiapladen fra 1976.
Hyldemor udgav herefter albummet Glem det hele i 1978 på CBS, hvorfra singlen "Alt for meget at gøre" blev udsendt i 1979 (CBS 7200). Hyldemor bidrog til Christiania-albummet Fix og færdig, Rock mod Junk i 1980.
Bandet optrådte ved en række lejligheder i begyndelsen af 1980'erne under navnet Hyldemor, men gik i opløsning, og når Hans Vinding optrådte herefter, skete det oftest under eget navn. Hans Vinding døde på sin 51-års fødselsdag den 16. februar 1999.

## Posthume udgivelser m.v.
Efter Hans Vindings død er af "Foreningen Hans' Venner" udgivet CD'erne Hans Vinding - Hyldemor Live 79/81 (2001) og Hyldemor Vol. 2 (2003). I 2023 udkom et udvalg af numre fra de to cd'er, samt ikke tidligere udsendte liveindspilninger på lp på dobbeltalbummet Glem det hele... Husk det! på selskabet Turn It Over Records i et begrænset nummereret oplag på 500 ex. i hhv. sort og clear vinyl. Albummet peakede som nummer 2 på hitlisten og blev udsolgt den første uge det var i handel.
Sony Music genudgav i 2013 Glem Det Hele på vinyl (LP) og på CD. Året efter genudgav Sony Music Hyldemors oprindelige kassettebånd Lygterne tændes fra 1975 under titlen Hyldemors Grønsaligheder - Lysene Tændes på et dobbelt vinylalbum (LP) og en CD.